# ۷۶۷ (قمری)
۷۶۷ (قمری)، هفتصد و شصت و هفتمین سال در گاهشماری هجری قمری است. اول محرم این سال برابر با بیست و ششم سپتامبر سال ۱۳۶۵ میلادی است.